# Egglburg
Die Egglburg, auch Ekkilinpurc oder einfach Burgstall genannt, ist eine abgegangene frühmittelalterliche Höhenburg bei 585 m ü. NN auf dem Kirchberg zwischen Hinteregglburg und Vorderegglburg, Ortsteile der Stadt Ebersberg im Landkreis Ebersberg in Bayern.

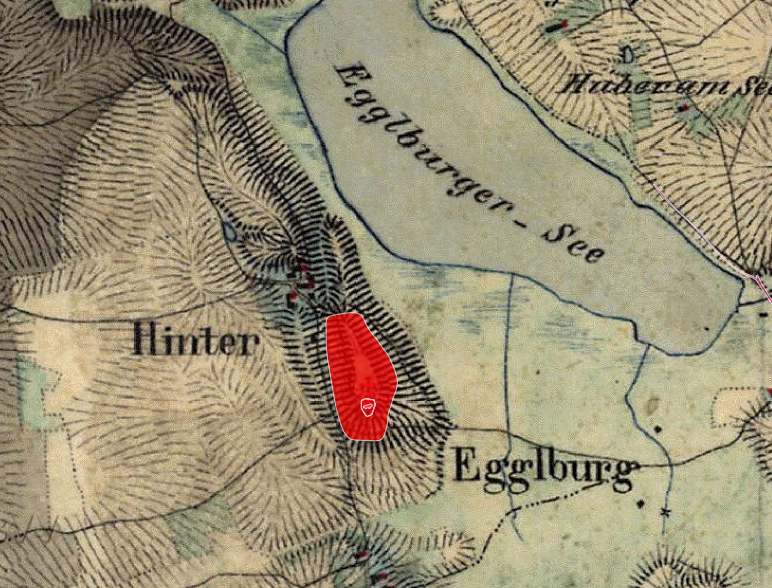
Lageplan von Egglburg auf dem Urkataster von Bayern

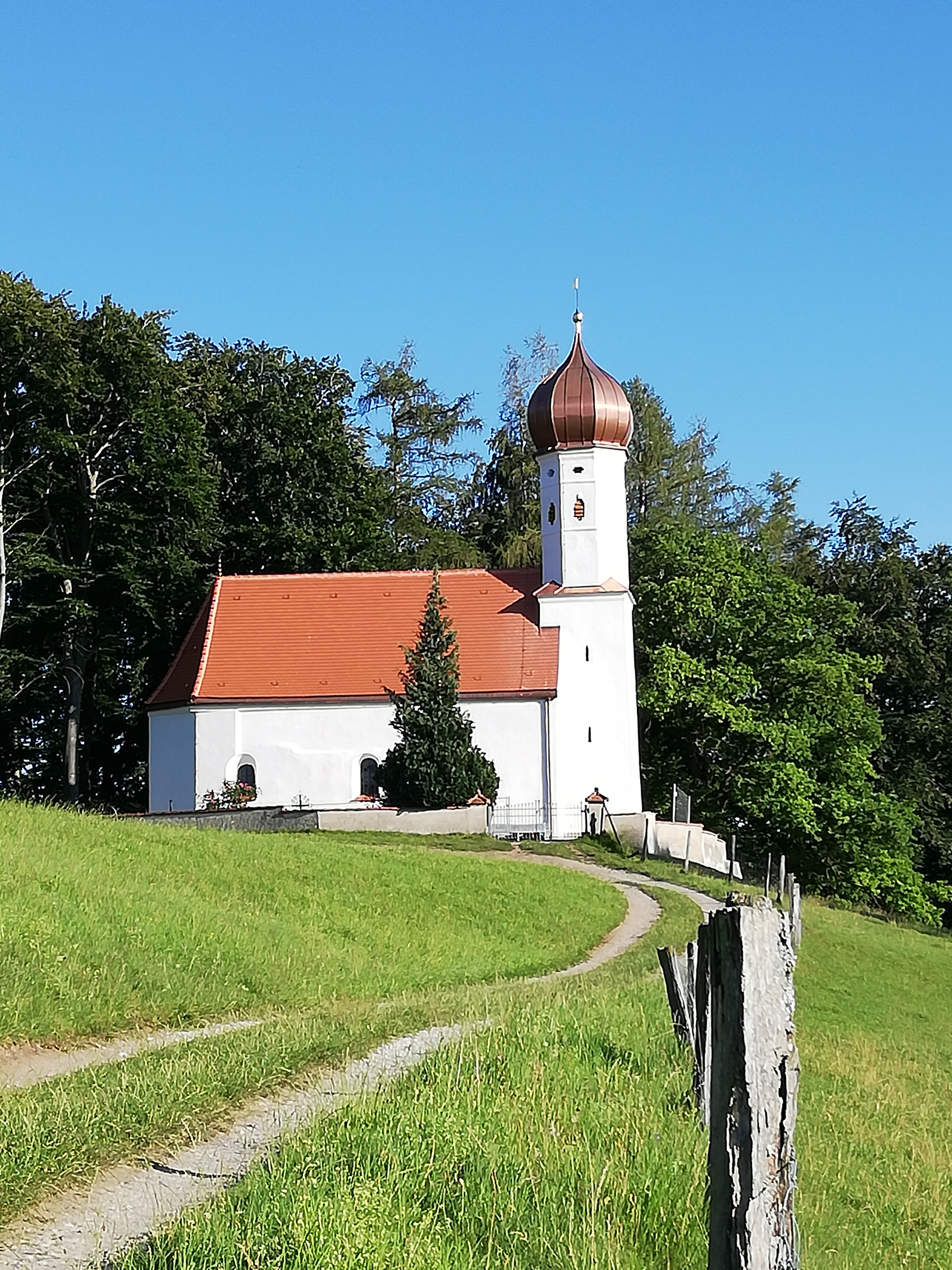
Filialkirche St. Michael in Egglburg (2020)

Die Burg wurde von den Grafen von Ebersberg während des Frühmittelalters erbaut und 1080 als oppidum erwähnt. Sie war im 12. Jahrhundert im Besitz der Herren von Egglburg, im Jahr 1135 wurde ein Purchardus de Ekelburg genannt. Von der ehemaligen Burganlage ist nichts erhalten, heute ist die Stelle als Bodendenkmal D-1-7937-0021 „verebneter Ringwall des frühen Mittelalters ("Egglburg" bzw. "oppidum Eckilinpurc") sowie untertägige mittelalterliche und frühneuzeitliche Befunde im Bereich der Kath. Filialkirche St. Michael in Hinteregglburg und ihrer Vorgängerbauten mit aufgelassenem Friedhof“ vom Bayerischen Landesamt für Denkmalpflege erfasst.
Erhalten ist die Kirche St. Michael, die ehemalige Burgkapelle der Egglburg.